# Lumbok
Lumbok is een bestuurslaag in het regentschap Kuantan Singingi van de provincie Riau, Indonesië. Lumbok telt 668 inwoners (volkstelling 2010).